# Momoko Kōchi
Momoko Kōchi (jap. 河内 桃子 Kōchi Momoko; ur. 7 marca 1932, zm. 5 listopada 1998) – japońska aktorka.

## Filmografia
- Godzilla (1954) jako Emiko Yamane
- Jūjin yuki otoko (1955) jako Machiko Takeno
- Waga mune ni niji wa kiezu (1957) jako Ikuko Asō
- Chikyū bōeigun (1957) jako Hiroko Iwamoto
- Oatari tanukigoten (1958)
- Godzilla kontra Destruktor (1995) jako Emiko Yamane